# Freeman Freeman-Thomas
Freeman Freeman-Thomas (12 de septiembre de 1866 – 12 de agosto de 1941) fue un político liberal británico, Gobernador General de Canadá y Virrey de la India.
Fue educado en el Eton College y en el Trinity College de Cambridge, y fue miembro del Parlamento por las demarcaciones de Hastings y Bodmin, entre 1900 y 1910.
Le fue otorgado el título de Barón en 1910, siendo elevado a Vizconde en 1924, a Conde en 1931 y a Marqués en 1936.
Entre 1913 y 1918 fue Gobernador de Bombay, y entre 1919 y 1924, ocupó en mismo puesto en Madrás.
Ocupó el cargo de Gobernador General de Canadá entre 1926 y 1931, pasando entonces a ocupar el Virreinato de la India hasta 1936.
- Hansard 1803–2005: contributions in Parliament by Freeman Freeman-Thomas
- Website of the Governor General of Canada entry for Freeman Freeman-Thomas
- The Canadian Encyclopedia entry for Freeman Freeman-Thomas
- Newspaper clippings about Freeman Freeman-Thomas, 1st Marquess of Willingdon in the 20th Century Press Archives of the ZBW

- Datos: Q603107
- Multimedia: Freeman Freeman-Thomas, 1st Marquess of Willingdon / Q603107